# 太田清利
 太田　清利（おおた きよとし、 - ）は、は、日本の実業家。ざびえる本舗代表取締役。

## 経歴
1970年に西南学院大学文学部を中退した後、長久堂営業課長を経て2001年ざびえる本舗設、同年社長。
2012年3月から大分産業人クラブ会員。